# Râmnicelu (Brăila)
Pour les articles homonymes, voir Râmnicelu.
Râmnicelu est une commune du județ de Brăila en Roumanie.